# Thobias Fredriksson
Pour les articles homonymes, voir Fredriksson.
Thobias Fredriksson, né le 4 avril 1975 à Uddevalla, est un skieur de fond suédois actif de 1993 à 2010. Il est le frère de Mathias Fredriksson.

## Palmarès

### Jeux olympiques
- Médaille d'or en sprint par équipe aux Jeux olympiques d'hiver de 2006 à Turin avec Bjorn Lind
- Médaille de bronze en sprint aux Jeux olympiques d'hiver de 2006 à Turin

### Championnats du monde
- Médaille d'or en sprint libre aux Championnats du monde 2003
- Médaille de bronze en sprint classique aux Championnats du monde 2005

### Coupe du monde
- 7e du classement général en 2006.
- Deux fois vainqueur du petit globe de cristal du sprint en 2003 et 2004.
- 5 victoires individuelles dans des épreuves de la Coupe du monde, 19 podiums au total.
- 2 victoires par équipe dans des épreuves de la Coupe du monde, 8 podiums au total.